# 93 Tauri
93 Tauri är en misstänkt variabel (VAR:) i Oxens stjärnbild.
93 Tau har visuell magnitud +5,3 och varierar utan någon fastslagen amplitud eller periodicitet.